# Yvonne Betz
Yvonne Betz (* 1976) ist eine deutsche Popsängerin.

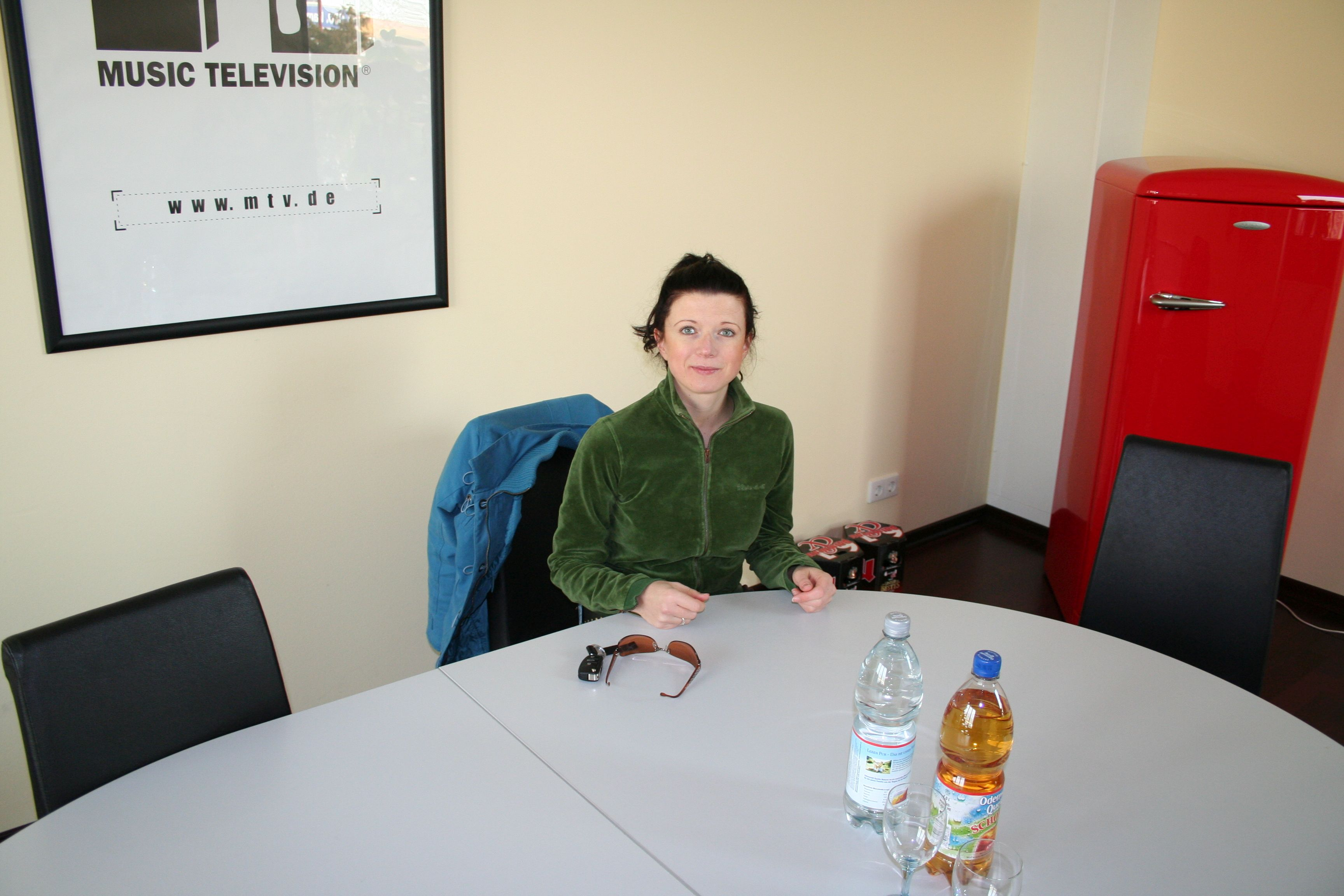
Yvonne Betz (2007)

## Leben
Betz sang schon während ihrer Schulzeit im Schulchor und entdeckte mehr und mehr ihre Liebe für die Musik. Sie nahm Gitarrenunterricht, und von 1996 bis 2000 erhält sie von Wolfram Blank klassischen Gesangsunterricht.
Nach ihrem Abitur studierte sie an der Universität Mannheim Soziologie und Erziehungswissenschaften. Neben ihrem Studium betrieb sie vor allem als Freizeitbeschäftigung weiterhin viel Musik.
Im Jahr 1997 nahm sie auf Anregung eines alten Schulfreundes an einem Castingprojekt teil, in welchem Sänger aus der Region gemeinsam mit einer Band und einem kleinen Orchester die schönsten Melodien aus bekannten Musicals präsentieren und interpretieren sollten. Betz wird angenommen und reihte sich so in eine bunte Schar von Künstlern ein, unter welchen sich auch Xavier Naidoo befand. Unter seiner Mitwirkung überzeugte sie mit Stücken aus den Musicals Chess und Les Misérables und erhielt noch im gleichen Jahr ein Engagement bei einer Mannheimer Umsetzung des Kleinen Horrorladens.
1998 wurde sie Mitglied des Ensembles von People und im Januar 1999 von Dehoff & Friends. Auch Naidoo wollte musikalisch mit ihr zusammenarbeiten, sie beschloss jedoch, vorerst ihr Studium weiterzuführen, welches sie im Frühjahr 2002 erfolgreich abschloss.
Im Herbst 2000 präsentierte sie sich mit ihrer ersten Single Kein Weg daran vorbei der Öffentlichkeit – der Titel wurde zugleich Titelsong des Kinofilmes Dolphin. 2002 begleitete sie Xavier Naidoo als Backgroundsängerin auf seiner Tournee und erhielt die Gelegenheit, in seinem Programm ein Duett mit ihm zu singen. Er nahm 2002 mit dem Lied Don’t Give Up ein Peter-Gabriel- und Kate-Bush-Cover mit Yvonne Betz für das Album Zwischenspiel – Alles für den Herrn auf.
Im Frühjahr 2004 erschien Betz’ erstes Album Ich ruf nach Dir; im April 2006 ihr zweites Album Wunderbar.